# Who I Am
Who I Am (dt.: Wer ich bin) ist das Debütalbum der US-amerikanischen Pop-Band Nick Jonas & the Administration. In den USA erschien es am 2. Februar 2010 unter dem Label Hollywood Records. In Deutschland ist das Album seit dem 19. Februar 2010 erhältlich. Als erste und einzige Single wurde vorab am 3. Dezember 2009 das Lied Who I Am veröffentlicht.

## Veröffentlichung und Promotion
Das Album wurde erstmals am 29. Januar 2010 in Mexiko veröffentlicht. Am 1. Februar erschien es in Großbritannien, bevor man es dann ab dem 2. Februar auch in Amerika erwerben konnte. In Deutschland war es ab dem 19. Februar erhältlich. Das Studioalbum wurde gleichzeitig als Standard-Version sowie als Deluxe- und als Download-Version angeboten. Beworben wurde das Album durch die Who I Am Tour und der Nick Jonas 2011 Tour sowie zahlreichen kleineren Einzelauftritten.

## Titelliste
Standard
| #   | Titel                          | Songwriting                                        | Länge |
| --- | ------------------------------ | -------------------------------------------------- | ----- |
| 1.  | Rose Garden                    | Nick Jonas                                         | 3:34  |
| 2.  | Who I Am                       | Nick Jonas                                         | 4:05  |
| 3.  | Olive & an Arrow               | Nick Jonas                                         | 4:59  |
| 4.  | Conspiracy Theory              | Nick Jonas                                         | 3:47  |
| 5.  | In the End                     | Nick Jonas, Greg Garbowsky, P.J. Bianco            | 4:52  |
| 6.  | Last Time Around               | Nick Jonas, Greg Garbowsky, P.J. Bianco            | 4:07  |
| 7.  | Tonight (Jonas-Brothers-Cover) | Nick Jonas, Joe Jonas, Kevin Jonas, Greg Garbowsky | 4:19  |
| 8.  | State of Emergency             | Nick Jonas, John Fields                            | 3:34  |
| 9.  | Vesper’s Goodbye               | Nick Jonas, J.P. Bianco                            | 3:11  |
| 10. | Stronger (Back on the Ground)  | Nick Jonas, Leeland Mooring, Jack Mooring          | 4:54  |

Deluxe-Version
Die Deluxe-Edition des Albums erschien zeitgleich mit der Standard-Version und besteht aus ebendieser und einer Bonus-DVD, welche 8 Studioauftritte der Band beinhaltet.
- Standard-Edition
- Deluxe-DVD

1. Rose Garden
2. Who I Am
3. Olive & an Arrow
4. Conspiracy Theory
5. In the End
6. Last Time Around
7. Tonight
8. State of Emergency

## Singleauskopplungen
Aus dem Album wurde nur ein Lied veröffentlicht. Who I Am erschien am 3. Dezember 2009 und erreichte Platz 73 in Amerika. Bereits in der nächsten Woche war das Lied nicht mehr in den Charts.

## Rezeption
Das Album bekam überwiegend durchschnittliche Kritiken. Entertainment Weekly zum Beispiel bezeichnete das Album als sehr versiert, leicht überraschend und ein kleines bisschen langweilig. Der Autor der Kritik bewertete es schließlich mit B-. Das Rolling-Stone-Magazin schrieb über Nick Jonas, der am Schreibprozess aller Lieder beteiligt war, dass er versucht, nicht zu sehr anders zu klingen als die Jonas Brothers. Billboard beschrieb das Album als ausgefeilt und sagte zudem, dass es sich sehr erwachsen anhört.

## Chartplatzierungen
Das Album stieg in der ersten Woche mit 82.000 verkauften Tonträgern auf Platz 3 ein. Bis Mai 2010 verkaufte sich die CD rund 151.000-mal in den USA.
| ChartsChartplatzierungen       | Höchstplatzierung | Wochen |
| ------------------------------ | ----------------- | ------ |
| Deutschland (GfK)              | 78 (1 Wo.)        | 1      |
| Vereinigte Staaten (Billboard) | 3 (8 Wo.)         | 8      |
| Vereinigtes Königreich (OCC)   | 50 (1 Wo.)        | 1      |